# Dark Tranquillity
Dark Tranquillity es una banda de death metal melódico formada en 1989 en Gotemburgo, Suecia.
Poseen una extensa carrera desde 1989 hasta nuestros días, en la que han sido nominados a diversos premios, entre ellos el Grammy por su álbum Projector. Están íntimamente ligados a la historia de In Flames ya que Niklas Sundin, uno de los miembros de Dark Tranquillity, escribió las letras de dos álbumes de In Flames, Whoracle y The Jester Race. Además, desde 1993, el vocalista original de In Flames es el actual de Dark Tranquillity y viceversa.

## Historia
En 1989 la banda se formó bajo el nombre de Septic Broiler y en la escena underground de Gotemburgo, que les conduce a su debut con Skydancer en 1993, un clásico que iniciaría lo que ahora conocemos como death metal melódico. Detrás del micro en aquel disco estuvo Anders Fridén, quien dejó la banda para unirse a In Flames, otra banda famosa de la escena de Gotemburgo.
En los años siguientes, mientras In Flames escalaba rápidamente a la fama, Dark Tranquillity dejaba de lado las estructuras habituales en sus temas construyendo una identidad propia. El segundo disco de esta banda fue The Gallery, donde aparece la fórmula básica de los discos que vendrían después: el guitarrista Mikael Stanne (debutó como vocalista en el mini CD Of Chaos And Eternal Night) se establece como vocalista de la banda, con su carisma y sus peculiares guturales. Esto unido a los complejos riffs de Martin Henriksson y Niklas Sundin caracterizan a la banda. El último toque musical que define a esta banda llega con los (entonces todavía puntuales) elementos electrónicos que incluyen en su miniálbum Enter Suicidal Angels en 1996.
En 1997 lanzan The Mind’s I con un sonido más pesado. En 1999 lanzan Projector realizando cambios importantes en su sonido, destacando el empleo de vocales limpias en prácticamente la mitad del álbum. Sólo un año después y con Martin Brändström como teclista definitivo, lanzan Haven, en el cual el uso de teclados es muy prominente. A este disco le siguieron una extensa gira y poco después, lanzan el disco Damage Done (con él entraron en las listas oficiales de Suecia y Alemania). Con éste volvieron en parte a su sonido clásico, con riffs rápidos, pero sin dejar de lado los teclados y elementos electrónicos.
En el 2005 lanzan Character, producido por Fredrik Nordström en el Estudio Fredman. Este disco presenta un incremento en el uso de elementos electrónicos así como de riffs de guitarra veloces y agresivos. Este sonido característico les acompañará al menos en sus dos álbumes siguientes, pero con modificaciones en cada uno de ellos.

### FictionyWe Are The Void(2007-2012)

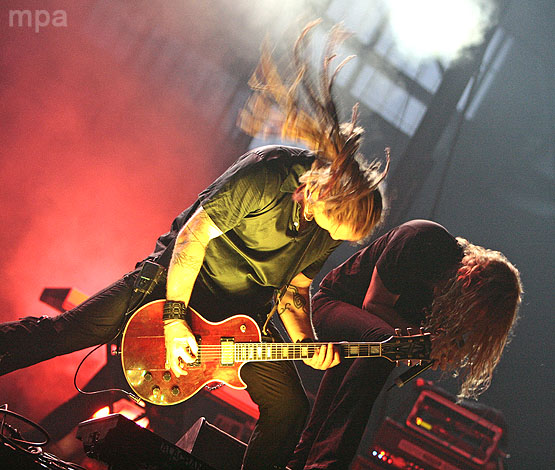
Dark Tranquillity en Vigo durante el Festival AlternaVigo 2009

En el 2007, fue lanzado el álbum Fiction, coproducido con Tue Madsen, presentando un regreso en la forma de cantar con voces limpias de Mikael Stanne y la primera vez en contar con una vocalista invitada desde The Minds Eye. Presenta canciones en afinaciones más bajas de lo usual en ellos. El álbum también posee un sonido que se asemeja a los álbumes Projector y Haven, sin dejar de ser agresivo como Character o Damage Done. Esta vez, Dark Tranquillity salió de gira con The Haunted, Into Eternity y Scar Symmetry para América del Norte Metal For The Masses Tour. La banda regresó a los EE. UU. durante la gira de primavera del 2008 junto a Arch Enemy, Divine Heresy y Firewind. Ellos también salieron de gira por el Reino Unido a principios del 2008 junto a Omnium Gatherum. El 26 de octubre de 2009 lanzaron el DVD titulado Where Death Is Most Alive. El 30 de octubre de 2009 durante la fiesta con motivo del lanzamiento del DVD se lanzaron 333 copias de un raro e inédito álbum en vivo titulado The Dying Fragments. En el sitio web oficial de la banda anunciaron que el bajista Michael Nicklasson dejaba la agrupación en agosto del 2008 por motivos personales, pero sin resentimientos entre el y la banda. El 19 de septiembre, la banda encontró un nuevo bajista: el guitarrista de Dimension Zero Daniel Antonsson, quien también en ese entonces formaba parte de Soilwork. El 25 de mayo de 2009, se relanzaron los álbumes Projector, Haven y Damage Done.
En octubre del 2009, Dark Tranquillity finalizó las grabaciones de su noveno álbum de estudio, We Are The Void, programado para ser lanzado el 1 de marzo de 2010 en Europa y el 2 de marzo en los E.U. El 21 de diciembre de 2009, Dark Tranquillity lanzó la canción «Dream Oblivion»[cita requerida] y el 14 de enero de 2010, lanzaron la canción «At The Point Of Ignition»[cita requerida] las cuales vienen incluidas en su nueva producción, We Are The Void y las mismas fueron colocadas en su MySpace. La banda, además, abrió una actuación en Estados Unidos para una gira en invierno junto a Killswitch Engage y The Devil Wears Prada.
Dark Tranquillity anunció que encabezarían una gira en el verano del 2010 al lado de Threat Signal, Mutiny Within y The Absence. A finales de 2012 tenían planeado hacer una gira por Europa de la cual anunciaron su cancelación el 15 de noviembre de 2012.

### Construct(2013-2016)
El 11 de enero de 2013 anunciaron que sacarían un nuevo álbum llamado Construct en mayo del mismo año. En el mismo comunicado dicen que de la mezcla del álbum se encargará Jens Bogren, quien ha trabajado antes con bandas como Paradise Lost, Opeth o Katatonia. El 20 de febrero de 2013 comunican que el bajista Daniel Antonsson abandonaba amigablemente la banda justo antes de comenzar la grabación del nuevo álbum debido a que quería centrarse en sus otros proyectos y tocar el instrumento que siempre le ha apasionado, la guitarra (en lugar del bajo). De esta manera, en Construct es el guitarrista Martin Henriksson quien se encarga del bajo eléctrico (algo que no sucede desde Proyector).

### Atoma(2016-presente)
El 12 de julio de 2016, anunció su nuevo álbum llamado Atoma, que salió a la venta el 4 de noviembre del mismo año. A través de un comunicado la banda dijo:

«Llevamos más de la mitad del disco grabado, y está tomando forma para convertirse en algo diverso y desafiante que contendrá muchos aspectos diferentes del sonido de Dark Tranquillity. Es difícil ser más específico cuando todavía estamos inmersos en el proceso creativo, pero estamos increíblemente emocionados con el material y no podemos esperar a compartir los resultados con vosotros pronto».

La grabación de Atoma fue realizada en Rogue Music, estudios propiedad de Martin Brändström, teclista de la banda. La mezcla estaría a cargo de David Castillo, reconocido por su trabajo con Katatonia, Opeth o Candlemass, entre otras, y el diseño de la carátula fue realizado nuevamente por el guitarrista de la banda Niklas Sundin.
Atoma es el primer álbum de la banda sin su guitarrista, anteriormente bajista y cofundador Martin Henriksson tras su salida en marzo de 2016.

### Salida de Niklas Sundin
El día 22 de marzo de 2020, Dark Tranquillity emitió un comunicado en su página de Facebook anunciando la salida Niklas de la banda de forma amistosa, con el fin de poder centrarse en sus proyectos personales, no sin agregar que aun permanecería colaborando con la banda en el diseño del arte de las portadas de sus futuros trabajos.
El 30 de marzo, Dark Tranquillity anunció de igual forma a través de su página en Facebook el ingreso de los guitarristas Johan Reinholdz y Christopher Amott cubriendo su puesto en la banda.

## Miembros

### Miembros actuales
- Mikael Stanne – vocalista (1993-presente), guitarra rítmica (1989-1993)
- Martin Brändström – teclado (1998-presente)
- Johan Reinholdz – guitarra líder (2023-presente), guitarra rítmica (2020-presente, de apoyo: 2017-2020)
- Joakim Strandberg Nilsson – batería (2023-presente, de apoyo: 2021-2023)
- Christian Janson – bajo (2023-presente, de apoyo: 2021-2023)

### Miembros anteriores
- Anders Fridén – vocalista (1989-1993)
- Martin Henriksson – guitarra rítmica (1998-2016), bajo (1989-1998, 2013-2015)
- Niklas Sundin – guitarra líder (1989-2020, en hiatus entre 2016 y 2020)
- Anders Jivarp – batería (1989-2021)
- Fredrik Johansson – guitarra rítmica (1993-1998, muerto en 2022)
- Michael Nicklasson – bajo (1998-2008)
- Daniel Antonsson – bajo (2008-2013)
- Anders Iwers – bajo (2015-2021)
- Christopher Amott – guitarra líder (2020-2023, de apoyo: 2017-2020)

### Miembros de apoyo
- Robin Engström – batería (2001)
- Erik Jacobsson – guitarra rítmica (2015-2016)
- Jens Florén – guitarra rítmica (2016)
- Sebastian Myrèn – guitarra rítmica (2016-2017)
- Mike Bear – bajo (2022)
- Joey Concepcion - guitarra líder (2022, 2023)

### Músicos invitados
- Anna-Kajsa Avehall (Skydancer)
- Eva-Marie Larsson (The Gallery)
- Sara Svensson (The Mind's I)
- Johanna Andersson (Projector)
- Nell Sigland (Fiction)

## Discografía

### Álbumes de estudio
| Título          | Lanzamiento             | Notas | Discográfica                                |
| --------------- | ----------------------- | --- | ------------------------------------------- |
| Skydancer       | 30 de agosto de 1993    | Primer álbum de estudio con Anders Fridén (que actualmente es vocalista en In Flames) en las vocales. Crean lo que ahora se conoce por death metal melódico, aunque todavía poco refinado. A pesar de su relativa brutalidad, presenta voces limpias femeninas en dos canciones y masculinas en tres. También abundan las guitarras acústicas. | - Spinefarm - Century Media (relanzamiento) |
| The Gallery     | 27 de noviembre de 1995 | Segundo álbum de estudio, con la primera aparición de Mikael Stanne (después de la ida de Anders Fridén) en las vocales y es el primer álbum producido por Fredrik Nordström. Debuta Fredrik Johansson como guitarrista después de que Mikael Stanne cambiara a las voces. Crean un estilo más personal que los definirá y se hacen con más adeptos. Las voces limpias masculinas son reducidas a un verso de la canción «Punish My Heaven» y las femeninas se mantienen. | - Osmose - Century Media (relanzamiento)    |
| The Mind's I    | 21 de abril de 1997     | Tercer álbum de estudio, en la línea del anterior pero con elementos más duros y progresivos. Se eliminan todas las voces limpias masculinas y las femeninas están presentes en una sola canción. | - Osmose - Century Media (relanzamiento)    |
| Projector       | 10 de agosto de 1999    | Cuarto álbum de estudio; un lanzamiento en una línea algo experimental que incluye elementos progresivos y góticos además de voces limpias en todas las canciones menos en la canción The Sun Fired Blanks. Presenta un aumento en el uso de teclados. | Century Media                               |
| Haven           | 25 de julio de 2000     | Quinto álbum de estudio, también experimental. Incorpora más elementos electrónicos y es el primero con Martin Brandstrom encargándose de estos, convirtiéndose así las banda en un sexteto. También es el primero con Michael Nicklasson y el cambio de bajo a guitarra de Martin Henriksson. En este álbum las voces limpias solo aparecen en la canción Emptier Still y en la edición remasterizada de 2009, la canción In Sight.                                      | Century Media                               |
| Damage Done     | 20 de agosto de 2002    | Sexto álbum de estudio, con un regreso a su sonido más clásico pero con la presencia de algunas atmósferas de teclados. Las voces y la instrumentación adquiere más brutalidad. Se eliminan todas las voces limpias. | Century Media                               |
| Character       | 25 de enero de 2005     | Séptimo álbum de estudio, el último producido por Fredrik Nordström. Con un sonido más agresivo y rápido que los anteriores. Presenta más cambios de ritmo y las melodías son realizadas principalmente por las guitarras, dejando los teclados como atmósfera y determinadas melodías especiales. En este álbum tampoco se presentan voces limpias. | Century Media                               |
| Fiction         | 17 de abril de 2007     | Octavo álbum de estudio, coproducido con Tue Madsen, presentando temas en afinaciones más bajas de lo usual y vocales limpias pero solo en algunas canciones. Unen todos sus estilos anteriores desde Projector sin dejar de innovar. | Century Media                               |
| We Are The Void | 9 de marzo de 2010      | Noveno álbum de estudio, coproducido con Tue Madsen y el primero desde la incorporación de Daniel Antonsson. Unen todos sus estilos anteriores desde sus comienzos, pero a la vez toman más influencias de otras bandas que en anteriores trabajos. Las voces limpias vuelven a ser usadas pero de diferente forma. | Century Media                               |
| Construct       | 27 de mayo de 2013      | Décimo álbum de estudio, coproducido con Jens Bogren. Tras la salida de Daniel Antonsson, Martin Henriksson vuelve a tocar el bajo. En este álbum la banda opta por los elementos más experimentales o progresivos como en el álbum Projector de 1999. Las voces limpias son moderadamente usadas. | Century Media                               |
| Atoma           | 4 de noviembre de 2016  | Undécimo álbum de estudio. Es el primer álbum sin el guitarrista Martin Henriksson, que dejó el grupo en abril de 2016. Fue grabado en Rogue Music, Gotemburgo, un estudio perteneciente al teclista de la banda Martin Brändström, y mezclado por David Castillo, conocido por su trabajo junto a Opeth, Katatonia y Candlemass. | Century Media                               |

### EP, MCD y sencillos
- Of Chaos and Eternal Night (MCD, 1995, Spinefarm)
- Enter Suicidal Angels (MCD, 1996, Osmose)
- Lost to Apathy (EP, 2004, Century Media)
- Focus Shift (sencillo, 2007, Century Media)
- Zero Distance (EP, 2012, Century Media)
- A Memory Construct (EP, 2014, Century Media)

### Otros álbumes
- Skydancer/Of Chaos and Eternal Night (relanzado, 2000)
- Exposures - In Retrospect and Denial (compilación, 2004, Century Media)
- A Closer End (compilación, 2008, Century Media)

### DVD y vídeos
- Zodijackyl Light (Vídeo oficial, VHS, 1996, Osmose Productions)
- Hedon (Vídeo oficial, VHS, 1997, Osmose Productions)
- World Domination (VHS, 1998, Osmose Productions)
- ThereIn (Vídeo oficial, 2000, Century Media)
- Monochromatic Stains (Vídeo oficial, 2002, Century Media)
- Live Damage (DVD en directo, 2003, Century Media)
- Lost To Apathy (Vídeo oficial, 2004, Century Media)
- The New Build (Vídeo oficial, 2005, Century Media)
- Focus Shift (Vídeo oficial, 2007, Century Media)
- Terminus (Where Death Is Most Alive) (Vídeo oficial, Brick-Movie, 2007)
- Misery's Crown (Vídeo oficial, 2009, Century Media)
- Where Death Is Most Alive (DVD en directo, 2009, Century Media)
- Shadow In Our Blood (Vídeo oficial, 2010, Century Media)
- Iridium (Vídeo oficial, 2010, Century Media)
- Zero Distance (Vídeo oficial, 2011, Century Media)
- In My Absence (Vídeo oficial, 2012, Century Media)
- Uniformity (Vídeo oficial, 2013, Century Media)

### Demos
- Enfeebled Earth (1989, lanzado bajo el nombre de Septic Broiler)
- Trail of Life Decayed (1991), (relanzado en 1992 bajo la discográfica Guttural Records)
- A Moonclad Reflection (1992, Slaughter/Exhumed Records)
- Tranquillity (1993, casete compilación, contiene Trail of Life Decayed y A Moonclad Reflection, Carnage Records)